# シュワブ東京海上証券
シュワブ東京海上証券株式会社（シュワブとうきょうかいじょうしょうけん、英文名称：Charles Schwab Tokio Marine Securities Co., Ltd.）は、日本において1999年から2002年まで営業していた証券会社である。
1999年9月に、米国オンライン証券会社であるチャールズ・シュワブ・コーポレーションが50%、東京海上火災保険（現在の東京海上日動火災保険）が35%、東京三菱銀行（現在の三菱UFJ銀行）、三菱信託銀行（現在の三菱UFJ信託銀行）、明治生命保険（現在の明治安田生命保険）が各5%出資して設立され、外国株式・投資信託などを中心とした取引を取り扱ってきた。取引手段は、インターネットや電話といったオンライン取引が専門であった（ただし、設立当初は大都市に支店を10ヶ所程度設置する計画があった）。
2000年には、いわゆる「西暦2000年問題」の騒動が一段落した段階で、日本株式の取引にも参入したが、折からのIT不況や、親会社のチャールズ・シュワブ社のある米国において同時多発テロ事件などが発生したことも影響し、採算が取れなくなると判断したため、2001年12月7日に、翌2002年2月をもって、顧客口座と預り資産をDLJディレクトSFG証券（現在の楽天証券）および東京海上火災保険に移管した上で、証券業の廃業・自社の解散をすることを発表した。